# 손식
손식(孫湜, 1968년 ~ , 경상북도 경주시 강동면 오금리)은 대한민국의 군인이다.

## 생애
육사 47기로 임관하면서 군 복무를 시작하였다.
소장 이후 중장을 짧게 지낸 후 대장으로 직행했으나 정체 불명의 사유로 국군수도병원에 후송되었다. 정말로 아파서 후송된 것인지, 아니면 2024년 대한민국 비상계엄을 반대했다가 찍혀서 병원에 유폐당한 것인지는 알 길이 없다.
군단장을 일반적인 군단장이 아닌, 장성급 장교 중에서 가장 육체가 강인한 인원이 배치되는 대한민국의 육군특수전사령관을 역임한 데다가 손식 본인의 키가 180cm라서 몸도 매우 건장하기 때문에 몸이 아파서 후송된 것에 대해 더욱 의심이 갈 수밖에 없다.

## 가족
군인 집안이다.
- 장인: 예비역 원사 김만고

- 대장 손식
- 배우자: 예비역 중령 김선희

- 딸: 중위 손보경
- 딸

## 학력
- 부산동고등학교

## 경력
- 2008.11. 국방대학교 합동참모과정 (제17기 / 합참의장상)
- 제2보병사단 제32보병연대 1대대장
- 육군본부 정보작전참모부 계획편제총괄장교
- 2013. 제21보병사단 제65보병연대장
- 제21보병사단 참모장
- 2016.10 ~ 2017.12. 육군본부 정보작전참모부 편제과장
- 2017.12 ~ 2018.12. 육군본부 정보작전참모부 교육훈련기획과장
- 2019.05 ~ 2020.05. 육군본부 정보작전참모부 계획편제차장
- 2020.05 ~ 2022.06. 제3보병사단장
- 2022.06. ~ 2022.12. 제74주년 국군의 날 행사기획단장 겸 제병지휘관
- 2022.12. ~ 2023.10. 육군특수전사령관
- 2023.10. ~ 2024. 10. 지상작전사령관

## 진급
- 1991년 : 소위 임관
- 1992년 : 중위 진급
- 1994년 : 대위 진급
- 2001년 : 소령 진급
- 2007년 : 중령 진급
- 2013년 : 대령 진급
- 2018년 : 준장 진급
- 2020년 : 소장 진급
- 2022년 : 중장 진급
- 2023년 : 대장 진급

| 전임 전동진 | 제5대 지상작전사령관 2023년 10월 30일~2024년 10월 30일 | 후임 강호필 |

| 전임 소영민 | 제31대 특수전사령관 2022년~2023년 11월 7일 | 후임 박원호(직무대리) |

1. ↑  드론 조종하는 손식 지상작전사령관